# Јапански носач авиона Рјуџо
Рјуџо (погрешно Рјуђо) био је јапански лаки флотни носач авиона коришћен током Другог светског рата у јапанској царској морнарици.

## Историја пројекта
Након потписивања Вашингтонског споразума, градња лаких носача авиона остала је изван ограничења. То је дало могућност јапанском адмиралштабу да покуша да компензира слабост првог носача авиона (Хошо), изградњом новог тежине 10.000 тона. Средства за изградњу брода била су додељена по програму за попуну флоте из 1927. године и тада започиње пројектовање брода. Увођењем, на предлог француских бродоградитеља, попречних челичних ужади за заустављање авиона и коришћењем баријере за одвајање зоне за слетање на крми, дало је могућност пројектантима да смање стандардну тежину на 7.500 тона. Са градњом брода кренуло се 25. новембра 1929. године. По пројекту се предлагало да хангар буде на једном нивоу, но одмах по започињању градње, адмиралштаб захтева да се удвостручи број авиона. Зато је било неопходно да се преради првобитан пројект и постави и друга хангарна палуба. Тако је нови носач авиона могао да понесе 36 авиона и још 12 у резерви. Они су додавани на полетну палубу са два лифта за авионе, стим што је крмени био знатно мањи од предњег. Мала површина полетне палубе није дозвољавала да се на њој налази одједном више од 6 авиона, услед чега је дејство његове авиогрупе било недовољно ефикасно. За разлику од претходних пројеката на Рјуђу је извршен покушај не постављања острвске надградње. Дим из котлова се одводио кроз два бродска димњака разлишите величине, изведених на десни бок и традиционално савијени ка воденој површини. По пројекту турбине на броду су омогућавале максималну брзину од 29 kn (54 km/h). Од наоружања на броду је предвиђено 6 двоцевних топова 127 mm и 6 четвороцевних митраљеза 13 mm. Због нарасле висине брода и ограничене тежине није се водило рачуна о дебљини заштитног оклопа, шта више ни о виталним преградама које су јако важне за сам брод. Лака окопна заштита била је и око магацина и машинског одељења. Рјуџо је поринут 2. априла 1931. године а уведен у строј јапанске морнарице 9. маја 1933. године.

## Модернизација
Након трагедије ескортног минополагача Томоцуру, поред многих бродова, враћен је назад у бродоградилиште и Рјуџо. У периоду од 1934. до 1936. године отклоњени су бројни недостаци на броду. За повећану стабилност, на броду су постављене плутаче, које су повећале ширину брода за пола метра, а у трему брода су поставили 1.200 тона баласта (додатно оптерећење које се поставља на дно брода како би се повећала његова стабилност). Као допунска мера за повећање стабилности брода, демонтирана су 2 двоцевна топа 127 mm. Током 1938. године постављена су 2 двоцевна против-авионска топа 25 mm а замењена су и 6 четвороцевна митраљеза 13 mm са 12 двоцевних. Године, 1942. број топова 25 mm је повећан на 22 (6×3 и 2×2). Састав авио групе је промењен током 1941. године и састојао се од 9+4 А6М2, 18 Б5Н и 9+4 Д3А, а јулу 1942. године ваздухопловна група је имала следећи састав: 30+4 А6М2 и 6+1 Д3А.

## Тактичко-технички подаци
|                            | Пре модернизације                     | После модернизације                   |
| -------------------------- | ------------------------------------- | ------------------------------------- |
| Стандардна тежина:         | 10.600 тона                           | 12.350 тона                           |
| Пуна тежина:               | 12.300 тона                           | 14.290 тона                           |
| Дужина:                    | 175.40 m                              | 175.40 m                              |
| Ширина:                    | 20.30 m                               | 20.80 m                               |
| Газ (средњи):              | 5.60 m                                | 7.10 m                                |
| Полетна палуба:            | 156.50×23 m                           | 156.50×23 m                           |
| Погон:                     | 6 котла „Канпон“                      | 6 котла „Канпон“                      |
| Снага:                     | 65.000 КС (2 парне турбине)           | 65.000 КС (2 парне турбине)           |
| Брзина:                    | 29 kn (54 km/h)                       | 28 kn (52 km/h)                       |
| Даљина пловљења:           | 10.000 наутичких миља/14 kn (26 km/h) | 10.000 наутичких миља/14 kn (26 km/h) |
| Количина горива:           | 2490 тона нафте                       | 2490 тона нафте                       |
| Посада:                    | 600 човека                            | 924 човека                            |
| Универзална артиљерија:    | 6×2 топа 127                          | 4×2 топа 127                          |
| Противавионска артиљерија: | -                                     | 2×2 топа 25                           |
| Митраљези:                 | 6×4 митраљеза 13                      | 12×2 митраљеза 13                     |
| Авиогрупа:                 | 36+12                                 | 36+12                                 |
| Ловци:                     | -                                     | 9+4 А5М2                              |
| Обрушавајући бомбардери:   | -                                     | 18+4 Д1А2                             |
| Торпедоносци:              | -                                     | 9+4 Б4Ј1                              |

## У служби
Носач авиона Рјуџо је уписан у списак флоте 9. маја 1933. године и ушао је у сатав 2. дивизије носача авиона. Маневри које је јапанска морнарица извела почетком 1934. године, су показали да део новоизграђених бродова, а међу њима и Рјуџо немају довољну стабилност. Из тог разлога носач авиона је повучен у резерву и од 1934. до 1936. године је модернизован у бродоградилишту у Сасебу. Од јануара 1937. године је у састав 4. дивизије носача авиона. У 1939. години Рјуџо узима учешће у рату против Кине. По првобитном плану рата против Америке и савезника, Рјуџо је заједно са носачем авиона Зуихо предат вицеадмиралу Нишизу Цукахари, као подршка напада Друге ваздушне флоте на Филипине. Авиогрупе са та два носача авиона су предате Првој ваздушној флоти за напад на Перл Харбор. Након неприхватања Цукахаре да употреби носач авиона Рјуџо, брод је уведен у састав четврте групе за изненадне нападе и током новембра 1941. године пристиже на острво Палау.
Дана, 8. децембра 1941. године са носача је узлетело 13 авиона Накаџима Б5Н и 9 Мицубиши А6М Зеро, који су напали америчке бродове и војне јединице у Давау. До краја године Рјуџо осигурава ваздушну подршку десантима: у заливу Ламон, заливу Давао и на острво Холо. Почетком 1942. године базира се у заливу Кам Ран и улази у састав главних снага Јужне експедиционе флоте која је била под командом вицеадмирала Ђисабуре Озаве. Прва операција у јануару била је осигурање ваздушне подршке деснта на Британски Борнео. Од 9. фебруара до 17. фебруара 1942. године узима учешће у нападу на Палембанг - Суматра, где су авиони са Рјуђа потопили 2 а оштетили још 2 брода.
У периоду 25. фебруар - 9. март 1942. године покрива конвој ка заливу Бантен и узима учешће у заузимању острва Јава и Суматра. Дана, 1. марта 1942. године авиони његове авиогрупе потапају амерички разарач Поуп. Затим одлази према Формози (данас Тајван), где стиже 20. марта, а након тога прелази у Мергуј. Узима учешће у операцији „Ц“ као део крстаричке групе под командом Ђисабуре Озаве. После тога, до маја 1942. године пролази плански ремонт у Јокосуки. Рјуџо 25. маја 1942. године заједно са осталим бродовима из Друге мобилне групе започиње да испуњава задатак по операцији „МИ“. Дана, 4. јуна 1942. године 13 авиона Накаџима Б5Н и 9 Мицубиши А6М Зеро из састава његове авиогрупе напада Дач Харбор. Следећег дана напад је поновљен са 12 авиона Накаџима Б5Н и 8 Мицубиши А6М Зеро. У склопи Мидвејске битке, Рјуџо учествује у борби против Американаца на Алеутским острвима. Дана, 31. јула 1942. године је укључен у састав 2. дивизије носача авиона у сатаву Треће флоте. Почетком августа исте године је пребачен на острво Трук, а одатле 19. августа 1942. године узима учешће у бици за источна Соломонова острва као део Диверзионе групе. У тој бици га нападају амерички авиона са носача авиона Саратога 24. августа 1942. године и погађају са 4 до 6 бомби и једним торпедом, након чега Рјуџо тоне заједно са већим делом посаде.